# Soğukkuyu, Derik
Soğukkuyu là một xã thuộc huyện Derik, tỉnh Mardin, Thổ Nhĩ Kỳ. Dân số thời điểm năm 2010 là 321 người.